# César Lattes
Cesare Mansueto Giulio Lattes, mais conhecido como César Lattes (Curitiba, 11 de julho de 1924 – Campinas, 8 de março de 2005), foi um físico brasileiro, codescobridor do méson-π (méson pi ou píon), descoberta que levou à concessão do Prêmio Nobel de Física de 1950 a Cecil Frank Powell, líder da pesquisa. Lattes é um dos mais ilustres físicos do Brasil e seu trabalho foi fundamental para o desenvolvimento da física atômica no país. Foi também um grande líder no meio científico brasileiro e um dos principais responsáveis pela criação do Conselho Nacional de Desenvolvimento Científico e Tecnológico (CNPq).
Embora Lattes fosse o principal pesquisador e primeiro autor do artigo que descreve o méson pi, apenas Cecil F. Powell foi agraciado com o Prêmio Nobel de Física, em 1950, por "seu desenvolvimento do método fotográfico de estudo dos processos nucleares e suas descobertas em relação a mésons feitas com este método". A razão para esta aparente negligência é que a política do Comitê do Nobel, até 1960, era conceder o prêmio ao líder do grupo de pesquisa, apenas. Entre 1949 e 1954, Lattes foi indicado sete vezes ao Nobel de Física. Em 1965, Lattes recebeu o título de doutor honoris causa da Universidade de São Paulo.
Em sua homenagem, o CNPq deu seu nome ao sistema utilizado para cadastrar cientistas, pesquisadores e estudantes. Isso porque o nome de Lattes fundamentou a apresentação do Projeto de Lei 164/1948, que propunha a criação do CNPq. A Plataforma Lattes é uma base de dados de currículos e instituições de todas as áreas do conhecimento. O Currículo Lattes registra a vida profissional dos pesquisadores, sendo elemento indispensável à análise de mérito e competência dos pleitos apresentados a quase todas as agências de fomento no Brasil. César Lattes é um dos poucos brasileiros a figurar na Biographical Encyclopedia of Science and Technology, de Isaac Asimov, bem como na Encyclopædia Britannica e no Oxford Companion to the History of Modern Science.

## Biografia

### Primeiros anos
Nascido no dia 11 de julho de 1924, era filho de Giuseppe Lattes, que veio ao Brasil em 1912 e retornou à Itália com a Primeira Guerra Mundial em 1914 e Carolina Maroni Lattes, ambos imigrantes italianos originários da região do Piemonte - ele, de Turim, e ela, de Alessandria. Os dois se conheceram no período em que o pai de Lattes lutava na guerra e quando retornou ao Brasil Giuseppe criou o Banco Brasul.
Apesar de serem judeus sefarditas, o filho foi batizado na Igreja Católica como Cesare Mansueto Giulio. Após se casarem, Giuseppe e Carolina retornaram ao Brasil em 1921 e César veio a estudar na Escola Americana. Com a Revolução de 1930, a família passou seis meses na Itália. Seu pai era gerente do Banco Francês e Italiano, onde César conheceu o cientista Gleb Wataghin, que mais tarde seria seu mentor.
Lattes estudou com uma professora particular em Porto Alegre em seus primeiros anos e depois no Instituto Menegapi por seis meses. Entre 1934 e 1938 fez o ensino médio no Colégio Dante Alighieri e, após seu pai intermediar conversas com o professor de Física da Universidade de São Paulo, Gleb Wataghin, Lattes se graduou em física, aos 19 anos de idade, por essa Universidade, em 1943, obtendo notas excelentes e se destacando no campo experimental. Na realidade, Lattes é fruto de uma das gerações de físicos que Wataghin formou, dentre os quais podemos citar Mário Schenberg, Marcelo Damy de Souza Santos, Jayme Tiomno, Oscar Sala e Sonja Ashauer.

## Carreira

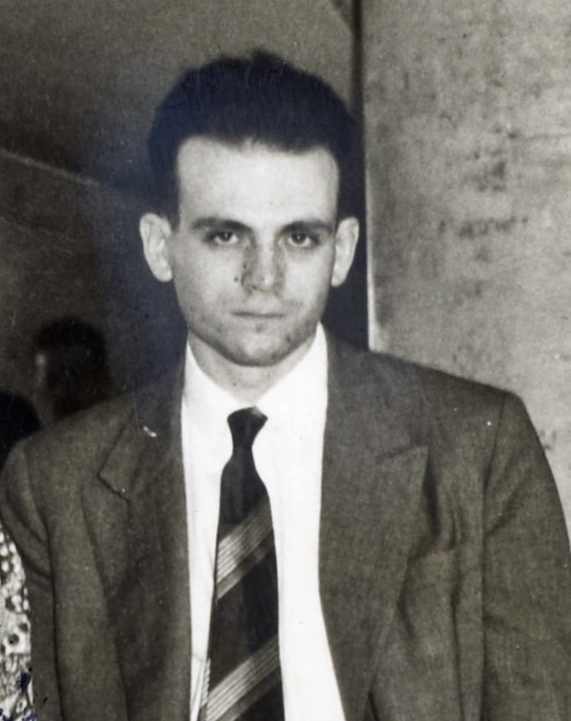
Lattes na década de 1940

Entre 1946 e 1948, Lattes começou a sua principal linha de pesquisa, o estudo dos raios cósmicos, descobertos em 1932 pelo físico estadunidense Carl David Anderson. Montou um laboratório a mais de 5 000 metros de altitude em Chacaltaya, uma montanha dos Andes, na Bolívia, onde empregou chapas fotográficas para registrar os raios cósmicos. Em sua viagem para a Bolívia, ele resolveu embarcar em um avião da Panair em vez de uma empresa britânica - o avião britânico que o traria à América do Sul caiu no Senegal.

### Méson-π

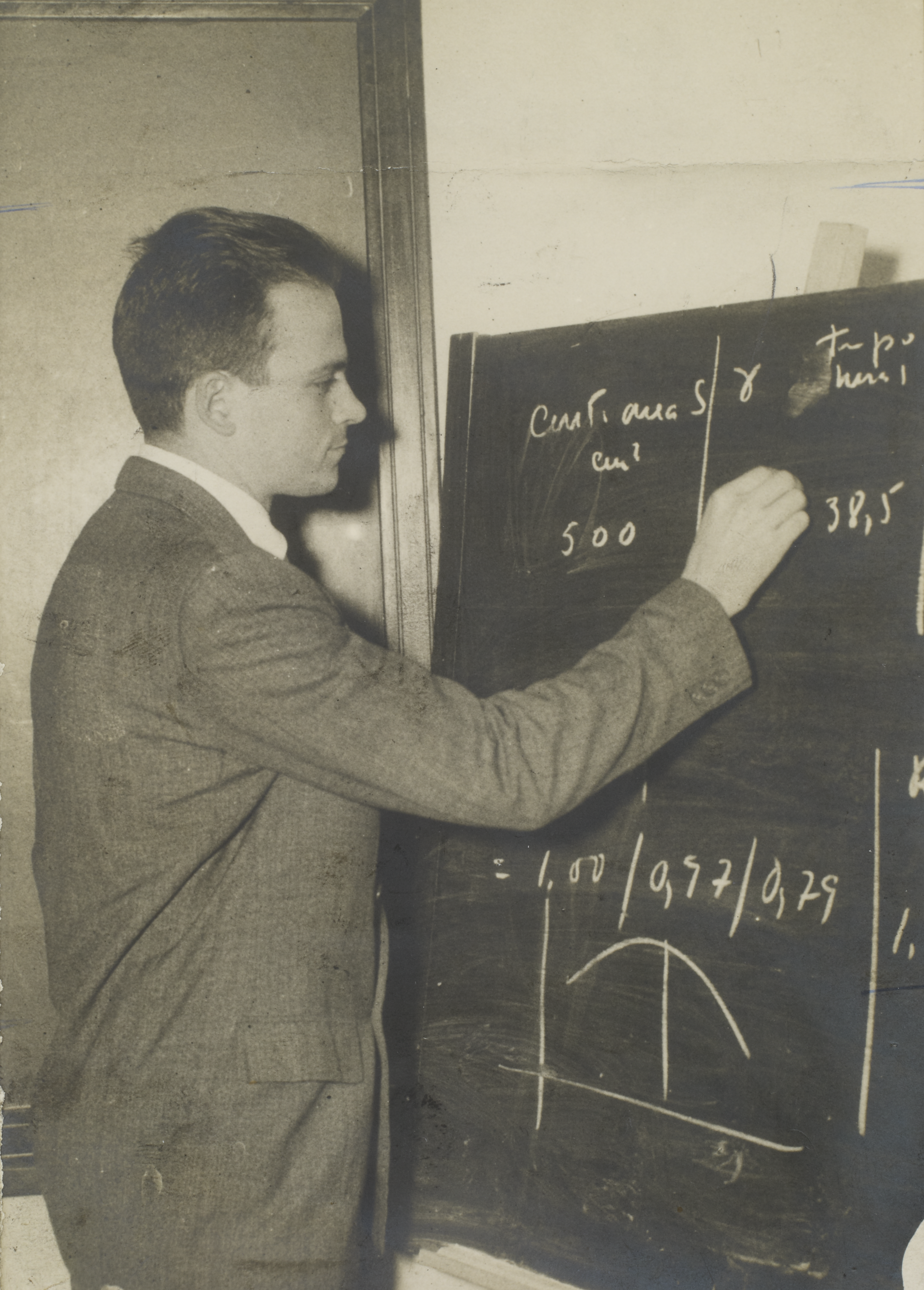
Cesar Lattes em 1949

Viajou para a Inglaterra graças ao seu professor Occhialini, onde foi trabalhar no H. H. Wills Laboratory, da Universidade de Bristol, dirigido por Cecil Frank Powell, com uma bolsa de 15 libras por mês. Após melhorar uma nova emulsão nuclear usada por Powell, pedindo à empresa britânica Ilford para adicionar boro a ela, em 1947 realizou, com a ajuda dessas chapas, uma grande descoberta experimental, a de uma nova partícula atômica, o méson π (ou pion), a qual se desintegra em um novo tipo de partícula, o méson μ (méson mu ou muon). O processo histórico dessa observação tem suas raízes em um período de férias de Giuseppe Occhialini, que foi esquiar nos Pic du Midi, na França, e levou consigo chapas fotográficas para serem expostas à radiação cósmica. Ao retornar com essas chapas e analisá-las ao microscópio, Occhialinni perguntou a Lattes, que havia feito um trabalho de padronização da identidade de traços visuais deixados por partículas carregadas geradas por aceleradores de partículas em chapas fotográficas assim que chegou em Bristol em 1946, o que teria causado os traços observados na emulsão exposta no Pic du Midi. Lattes não titubeou. Pela diferença dos traços com os quais estava familiarizado, cravou que eram traços provocados pela passagem de mésons.
Nessas chapas, foram descobertos dois decaimentos do méson pi em méson μ (múon). Essas descobertas foram relatadas em "Processes involving charged mesons", por Muirhead, Occhialini e Powell. No mesmo ano, ele foi responsável pelo cálculo da massa da nova partícula, em um meticuloso trabalho. Um ano depois, trabalhando com Eugene H. Gardner na Universidade da Califórnia em Berkeley, Lattes detectou a produção artificial de partículas píon no ciclotron do laboratório, quando do bombardeio de átomos de carbono com partículas alfa.
Prêmio Nobel de Física de 1950

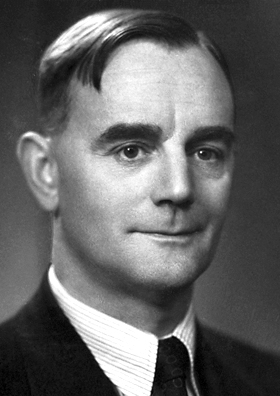
Cecil Powell, ganhador do Prêmio Nobel de Física de 1950

Embora Lattes tenha sido o principal pesquisador e primeiro autor do histórico artigo da Nature, descrevendo o méson pi, Cecil Powell foi o único agraciado com o Prêmio Nobel de Física em 1950, pelo seu desenvolvimento de um método fotográfico de estudo dos processos nucleares e sua descoberta que levou ao descobrimento dos mésons. A razão para esta aparente negligência é a política do Comitê do Nobel, que até 1960 era de premiar somente o líder do grupo de pesquisa. Em 2001, durante uma entrevista para o Jornal da Unicamp, Lattes mencionou o fato de não ter ganhado o Nobel de Física:
"Sabe por que eu não ganhei o prêmio Nobel? Em Chacaltaya, quando descobrimos o méson-pi, se publicou: Lattes, Occhialini e Powell. E o Powell, malandro, pegou o prêmio Nobel pra ele. Occhialini e eu entramos pelo cano. Ele era mais conhecido, tinha o trabalho da produção de pósitrons, em 1933. Depois fui para a Universidade da Califórnia, onde foi inaugurado o sincrociclotron, em 1946. Já era 1948 e estava produzindo mésons desde que entrou em funcionamento em 1946, tinha energia mais que suficiente. Então, detectamos, Eugene Garden e eu, o méson artificial, alimentando a presunção de retirar do empirismo todas as pesquisas que se relacionassem com a libertação da energia nuclear. Sabe por que não nos deram o Nobel? Garden estava com beriliose, por ter trabalhado na bomba atômica durante a Guerra, e o berílio tira a elasticidade dos pulmões. Morreu pouco depois e não se dá o prêmio Nobel para morto. Me tungaram duas vezes."
Na sua última entrevista, concedida à revista Superinteressante em 2005, Lattes voltou a mencionar o episódio do Nobel de Física de 1950:
"Apesar de a comissão julgadora ser formada por ingleses, acredito que não foi minha nacionalidade que pesou na decisão do vencedor. Tanto na descoberta do méson pi, em 1946, como na sua criação artificial, em 1948, tive colaboração do Giuseppe Occhialini. Quem deveria ter ganhado era ele. E, em 1950, quem levou o prêmio foi o Cecil Powell, que também participou do trabalho. Mas deixa isso para lá. Esses prêmios grandiosos não ajudam a ciência."
Houve rumores de que Niels Bohr teria deixado uma carta intitulada "Por que César Lattes não ganhou o Prêmio Nobel - Abra 50 anos após a minha morte". No entanto, durante as buscas feitas no Arquivo Niels Bohr, em Copenhague, Dinamarca, tal documento não foi encontrado.
Entre 1949 e 1954, Lattes foi indicado pelo menos cinco vezes ao Nobel de Física. Wataghin, ex-professor de Lattes, o indicou em 1951. Em 1949 Lattes era diretor científico do CBPF. Em 1964, trabalhou por um período na Universidade de Pisa no estudo da geocronologia.

### Retorno ao Brasil

César Lattes e os recifenses Mário Schenberg (centro) e José Leite Lopes (direita) — estes considerados os três maiores físicos brasileiros — em reunião no CNPq, 1958.

Em 1948, Lattes retornou ao Brasil e tornou-se professor da USP após ter recusado uma proposta de Harvard. Foi também professor e pesquisador da Universidade Federal do Rio de Janeiro (UFRJ) e do Centro Brasileiro de Pesquisas Físicas (CBPF).
Depois de outra estada nos Estados Unidos como pesquisador visitante na Universidade de Chicago (de 1955 a 1957), voltou para o Brasil e ingressou na Academia Brasileira de Ciências (ABC). Depois de ter se mudado para Campinas, em 1963, ajudou a fundar o Instituto de Física. Em 1967, Lattes aceitou a posição de professor titular no novo Instituto de Física Gleb Wataghin na Universidade Estadual de Campinas (UNICAMP), nome que se originou de seu professor fundador, o qual ele também ajudou a fundar.
Ele também se tornou diretor do Departamento de Raios Cósmicos, Altas Energias e Léptons. Em 1969, ele e seu grupo descobriram a massa das codenominadas bolas de fogo, um fenômeno espontâneo que ocorre durante colisões de altas energias, e que tinha sido detectado pela utilização das chapas de emulsão fotográfica nucleares inventadas por ele, e colocadas no pico de Chacaltaya nos Andes Bolivianos. Lattes aposentou-se em 1986, quando recebeu o título de doutor honoris causa e professor emérito pela Universidade de Campinas.

## Legado e homenagens

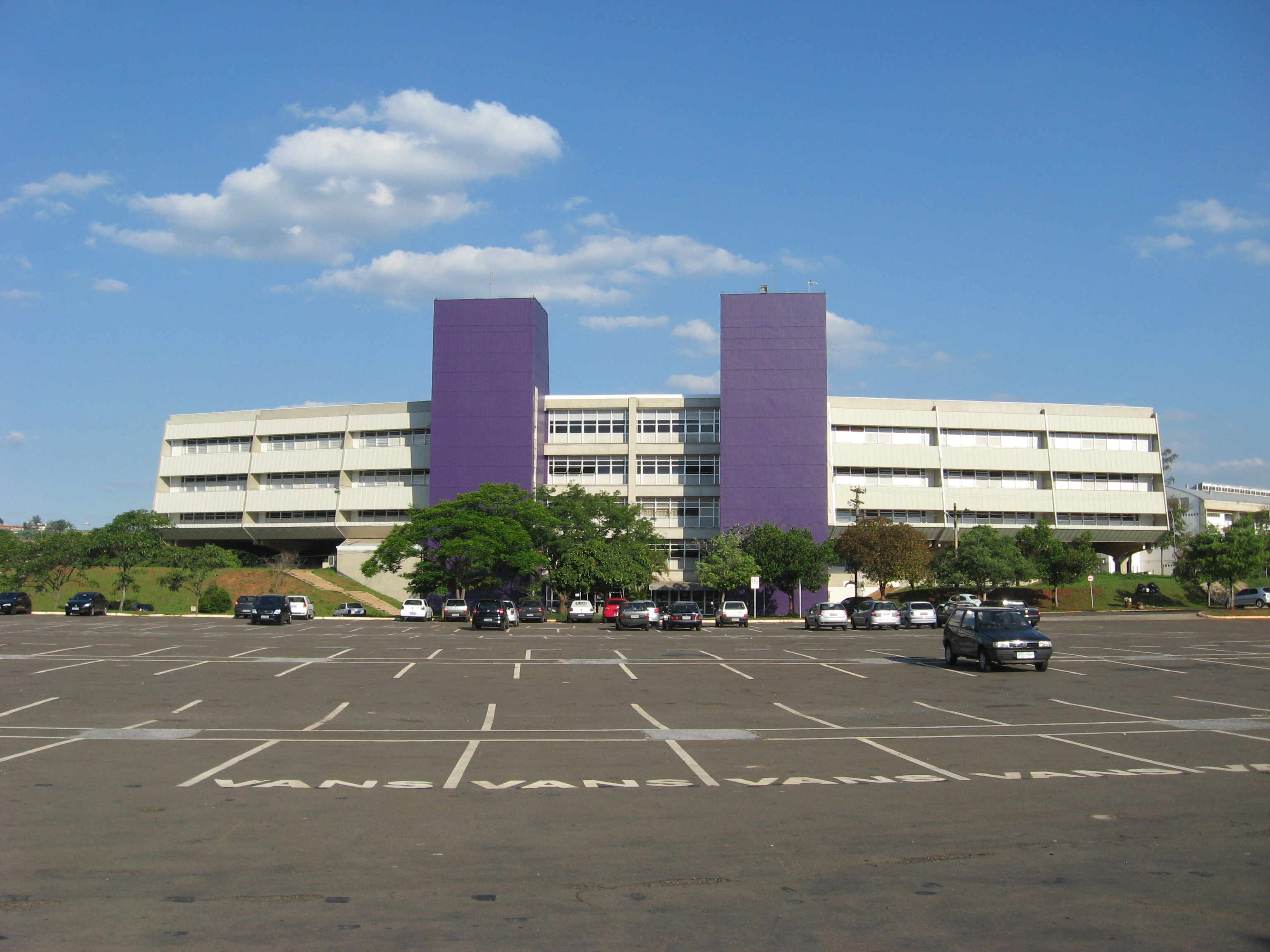
Biblioteca Central César Lattes, na Unicamp, em Campinas

Lattes é um dos mais destacados e homenageados físicos brasileiros e seu trabalho foi fundamental para o desenvolvimento da física atômica. Foi também um grande líder científico da física brasileira e uma das principais personalidades por trás da criação do importante Conselho Nacional de Desenvolvimento Científico e Tecnológico (CNPq) do Brasil. Por sua contribuição nesse processo, a Unicamp decidiu homenageá-lo denominando sua biblioteca central como "Biblioteca César Lattes". Além disso, o banco de dados científico nacional brasileiro, a Plataforma Lattes, também foi batizada em sua homenagem.
Lattes também recebeu várias honrarias ao longo de sua vida, dentre elas destacam-se o título de Cavaleiro da Grande Cruz, outorgado pela Ordo Capitulares Stellae Argentae Crucitae (1948); Prêmio Einstein, da Academia Brasileira de Ciências (1951); o Prêmio Ciências, do Instituto Brasileiro de Educação, Ciência e Cultura (1953); o Prêmio Evaristo Fonseca Costa, do Conselho Nacional de Pesquisas (1957); Cidadão Honorário da Bolívia (1972); a Medalha Carneiro Felipe, do Conselho Nacional de Energia Nuclear (1973); a Medalha dos 25 anos da SBPC (1973); o Prêmio Moinho Santista – Física (1975); a Comenda Andrés Bello, outorgado pelo Governador da Venezuela (1977); o Prêmio Bernardo Houssay, da Organização dos Estados Americanos (1978); o Prêmio em Física, da Academia de Ciências do Terceiro Mundo, sediada em Trieste, Itália (1987); a Medalha dos 40 anos da SBPC (1988); a Medalha Santos Dumont (1989); e o Símbolo do Município de Campinas (1992). Além dessas honrarias, Lattes é nome de logradouros e edifícios em algumas cidades e universidades brasileiras.
Ele também figura como um dos poucos brasileiros na Enciclopédia Biográfica de Ciência e Tecnologia de Isaac Asimov, bem como na Encyclopædia Britannica. Embora tenha sido o pesquisador principal e o primeiro autor do artigo histórico da Nature descrevendo o píon, Cecil Powell sozinho recebeu o Prêmio Nobel de Física em 1950 por "seu desenvolvimento do método fotográfico de estudar processos nucleares e suas descobertas sobre mésons feitas com este método". A razão para essa aparente negligência é que a política do Comitê do Nobel até 1960 era dar o prêmio apenas ao chefe do grupo de pesquisa. Ele recebeu o Prêmio TWAS em 1987.
César Lattes e José Leite Lopes são os protagonistas de Cientistas Brasileiros, um documentário de 2002 dirigido por José Mariani, que narra sua trajetória e suas contribuições para o desenvolvimento da Física no Brasil. Gilberto Gil, vencedor do Grammy de 1998, incluiu no álbum Quanta uma canção dedicada a Lattes, chamada de "Ciência e Arte".
César Lattes foi tema do samba-enredo da Estação Primeira de Mangueira de 1947. A música Ciência e Arte foi uma parceria de Cartola e Carlos Cachaça e rendeu o vice-campeonato à escola. A canção foi regravada em 1999 por Gilberto Gil no álbum Quanta Live, premiado com o Grammy na categoria World Music.
Em 10 de abril de 2024, o nome de César Lattes foi inscrito no Livro dos Heróis e Heroínas da Pátria.

## Vida pessoal
No final de 1947, César Lattes casou-se com a matemática pernambucana Martha Siqueira Neto, com quem teve quatro filhas. Ele dizia que, para ser um grande cientista, só havia duas alternativas: nascer em Pernambuco ou se casar com uma pernambucana — em referência a cientistas recifenses do seu convívio, como Mário Schenberg, José Leite Lopes e Leopoldo Nachbin.
Durante sua vida, Lattes enfrentou a depressão. Costumava declarar-se agnóstico, mas, em 2001, numa entrevista ao Jornal da Unicamp, declarou acreditar na versão bíblica de que Deus havia criado a matéria. Politicamente, Lattes se dizia Stalinista.
Mesmo depois de se aposentar, continuou a viver numa casa situada no distrito próximo ao campus da Universidade de Campinas. Entre seus contemporâneos, Lattes disse que o físico Brasileiro mais importante foi Marcelo Damy.

## Morte
César Lattes morreu em 8 de março de 2005, aos 80 anos de idade, em Campinas. Estava internado no Hospital das Clínicas da Unicamp e foi vítima de uma parada cardíaca em decorrência de um câncer na bexiga e edema pulmonar. Foi sepultado no Cemitério Parque Flamboyant, em Campinas.

## Publicações selecionadas
O primeiro artigo de Lattes sobre o méson pi foi publicado pela revista Nature em 24 de maio de 1947:
- Lattes, C. M. G.; Muirhead, H.; Occhialini, G. P. S.; Powell, C. F. (1947). «Processes involving charged mesons». Nature. 159 (4047): 694–697. Bibcode:1947Natur.159..694L. doi:10.1038/159694a0

Lattes publicou ainda diversos outros trabalhos, entre os quais podem ser destacados os seguintes:
- Lattes, C. M. G.; Occhialini, G. P. S.; Powell, C. F. (1948). «A determination of the ratio of the masses of pi-meson and mu-meson by the method of grain-counting». Proceedings of the Physical Society. 61 (2): 173–183. Bibcode:1948PPS....61..173L. doi:10.1088/0959-5309/61/2/308
- Gardner, E.; Lattes, C. M. G. (1948). «Production of mesons by the 184-inch Berkeley cyclotron». Science. 107 (2776): 270–271. Bibcode:1948Sci...107..270G. PMID 17844504. doi:10.1126/science.107.2776.270
- Lattes, C. M. G.; Orsini, C. Q.; Pacca, I. G.; Cruz, M. T.; Okuno, E.; Fujimoto, Y.; Yokoi, K. (1963). «Observation of extremely high energy nuclear events with emulsion chamber exposed on Mt. Chacaltaya». Il Nuovo Cimento. 28 (3). 2160 páginas